# شیلر پارک (ایلینوی)
شیلر پارک (به انگلیسی: Schiller Park) یک روستا در ایالات متحده آمریکا است که در ایلینوی قرار دارد. شیلر پارک ۷٫۱۷ کیلومتر مربع مساحت و ۱۱٬۷۹۳ نفر جمعیت دارد.

## خواهرخوانده
شهر کاپورزو خواهرخواندهٔ شیلر پارک، ایلینوی هست.